# 表面張力

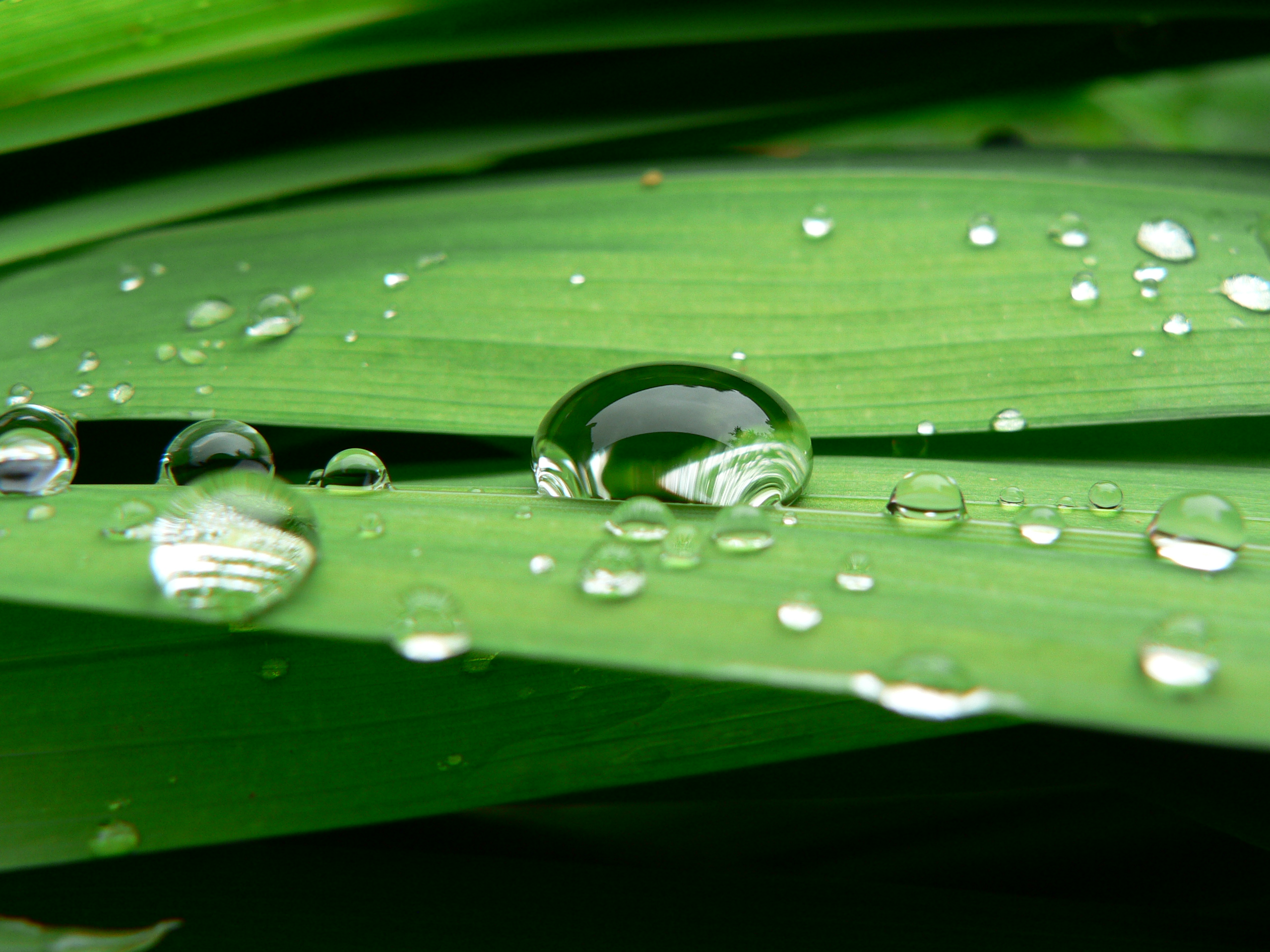
表面張力によって球体になろうとする水滴

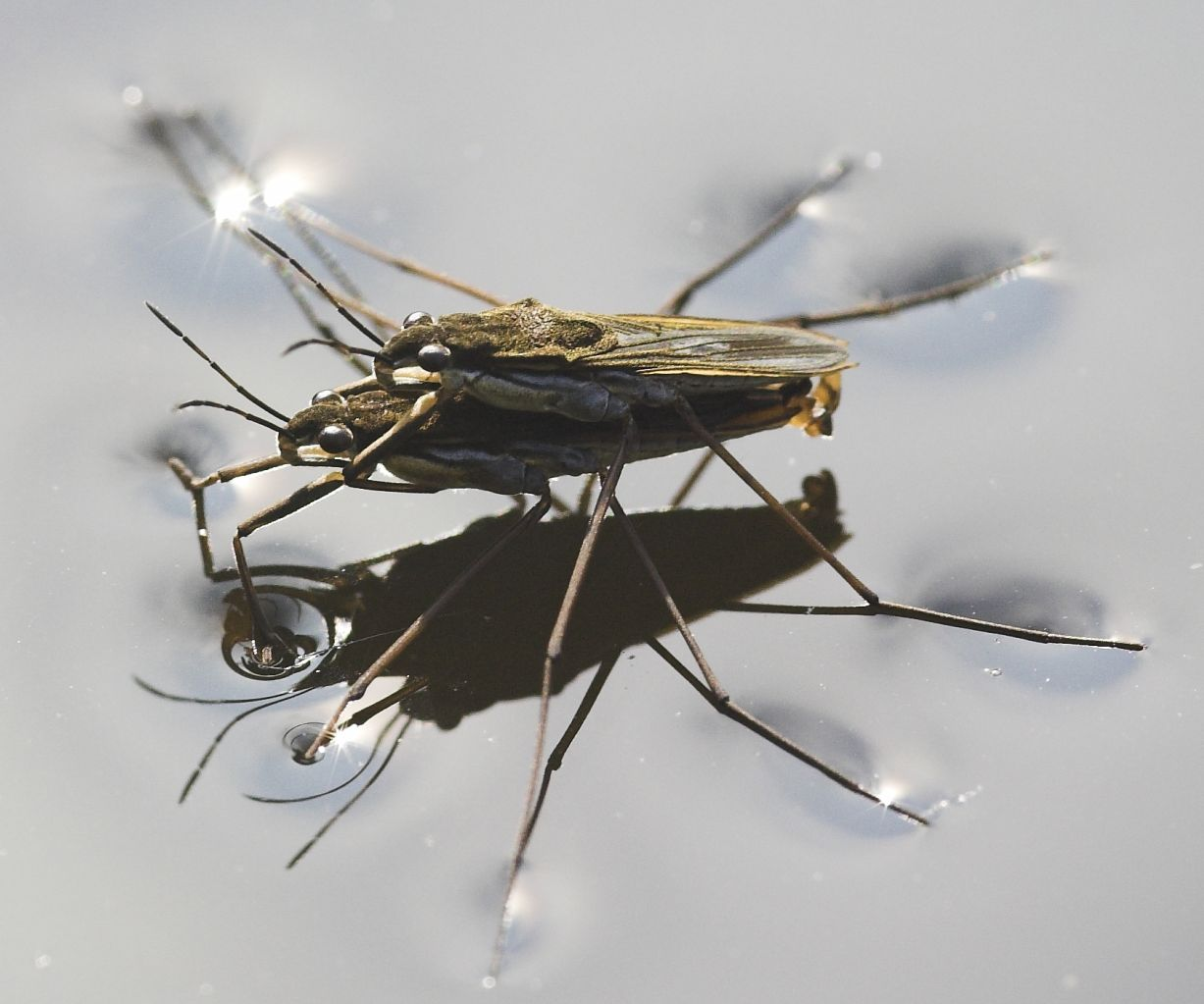
表面張力によって水面の上で静止しているアメンボ

表面張力（ひょうめんちょうりょく、英語: surface tension）（水面張力，水表面張力）は、液体や固体が、表面をできるだけ小さくしようとする性質のことで、界面張力の一種である。定量的には単位面積当たりの表面自由エネルギーを表し、単位はmJ/m2または、 dyn/cm 、mN/mを用いる。記号にはγ, σが用いられることが多い。
ここで[界面]とは、ある液体や固体の相が他の相と接している境界のことである。このうち、一方が液体や固体で、もう一方が気体の場合にその界面を表面という。
歴史的にはトマス・ヤングによる1805年の報告「An Essay on the Cohesion of Fluids」がその研究の始まりである。

## 定義

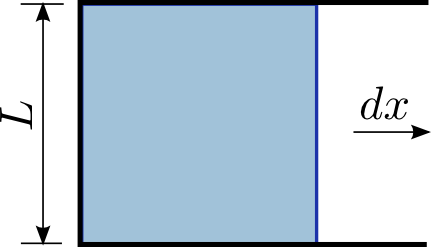
マクスウェルの枠

表面張力の定義には、よく用いられる3つの説明がある。
1. マクスウェルの枠（コの字形の枠と可動する棒の間に張られた液体の膜）を考える。可動する棒には表面に平行に、膜を収縮させる向きに力が働く。単位長さあたりのこの収縮力を表面張力という。トマス・ヤングを始まりとする考え方。
2. 同様にマクスウェルの枠の可動棒を動かし、表面を単位面積だけ増大させるときに必要となる仕事量。この考え方はA. デュプレ（英語版）(1869)が最初であるとされる。
3. 熱力学においては自由エネルギーを用いて定義される。この考え方は19世紀末からW. D. ハーキンス（英語版）(1917)の間に出されたと考えられている。この場合表面張力は次式[4]で表される：
{\displaystyle \gamma =\left({\frac {\partial G}{\partial A}}\right)_{T,P\,eq.}}
ここでGはギブスの自由エネルギー、Aは表面積、添え字は温度T、圧力P一定の熱平衡状態を表す。固体表面についての γ は、新しい表面を作り出すのに必要なエネルギーを表し、表面エネルギーとも呼ばれる[5]。
ヘルムホルツの自由エネルギーFを用いても表される：
{\displaystyle \gamma =\left({\frac {\partial F}{\partial A}}\right)_{T,V\,eq.}}
ここで添え字は温度T、体積V一定の熱平衡状態を表す。

井本はこれらの定義のうち、3.のみが適切であると論じている。

## 原因と理論的導出

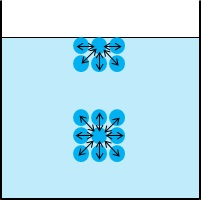
表面分子と内部分子

分子と分子の間には、分子間力と呼ばれる引力が作用している。液体中の分子は、あらゆる方向から他の分子からの分子間力の作用を受けて自由エネルギーが低い状態にある。一方、表面上にある分子は内部の分子からは作用を受けるが、気体の分子からはほとんど作用を受けない。すなわち、表面上にある分子は内部の分子と比べて大きな自由エネルギーを持つことになり、より不安定な状態にあると言える。その結果、表面をできるだけ小さくしようとする傾向が現れる。表面張力は、その界面が不安定であればあるほど大きくなるため、界面活性剤などの影響により変化する。
表面張力を理論的に求めようとする各種の式がある。
- トマス・ヤングによれば表面張力はファンデルワールスの状態方程式における内部圧[注釈 1]と関係があるとされる[6]。
- S. SugdenはパラコールPという因子を導入し、次式で表面張力を計算できるとした[7]：
{\displaystyle \gamma ^{\frac {1}{4}}{\frac {M}{D-d}}=P}
ここでDは液体密度、dは気体密度、Mは分子量である。ただしOH基をもち会合する物質は適用外である。
- 野瀬は分配関数Zと表面張力の関係を求めた[8]。ここでkTはボルツマン定数と温度の積、Aは表面積。
{\displaystyle \gamma =-kT\left({\frac {\partial \ln Z}{\partial A}}\right)_{T,V\,eq.}}
- 井本は1モル当たりの蒸発熱Qvから表面張力を計算できるとした[9]。
{\displaystyle \gamma =0.25\alpha \epsilon n_{s}}
ここでε = Qv/NA、NAはアボガドロ定数、nsは単位面積の表面に存在する分子数、αは化合物により0.25-0.6の値をとる補正係数（たとえば水などOH基を持つ物質ではα = 0.4）。

## 性質

### 温度依存性
表面張力は、温度が上がれば低くなる。これは温度が上がることで、分子の運動が活発となり、分子間の斥力となるからである。温度依存性についてはエトヴェシュの法則：
{\displaystyle \gamma V^{2/3}=k(T_{c}-T),}
または片山・グッゲンハイムによる式：
{\displaystyle \gamma (T)=\gamma _{0}\left(1-{\frac {T}{T_{c}}}\right)^{\frac {11}{9}}}
が提案されている。ここで V はモル体積、k は定数、Tcは臨界温度であり、温度T = Tcにおいて表面張力は 0 となる。また表面張力の温度変化は、マクスウェルの関係式などを用いて変形することで、単位面積当たりのエントロピーSに等しいことが分かる：
{\displaystyle \left({\frac {\partial \gamma }{\partial T}}\right)_{P\,eq.}=\left({\frac {\partial S}{\partial A}}\right)_{P\,eq.}}

### その他の要因による変化
表面張力は不純物によっても影響を受ける。界面活性剤などの表面を活性化させる物質によって、極端に表面張力を減らすことも可能である。
また、接している2つの相に電位差があると表面張力は変化する（電気毛管現象）。

## 具体例
液体の中では水銀は特に表面張力が高く、水も多くの液体よりも高い部類に入る。固体では金属や金属酸化物は高い値を示すが、実際には空気中のガス分子が吸着しこの値は低下する。
| 物質         | 相   | 表面張力（単位 mN/m） | 備考     |
| ------------ | ---- | --------------------- | -------- |
| アセトン     | 液体 | 23.30                 | 20°C     |
| ベンゼン     | 液体 | 28.90                 | 20°C     |
| エタノール   | 液体 | 22.55                 | 20°C     |
| n-ヘキサン   | 液体 | 18.40                 | 20°C     |
| メタノール   | 液体 | 22.60                 | 20°C     |
| n-ペンタン   | 液体 | 16.00                 | 20°C     |
| 水銀         | 液体 | 476.00                | 20°C     |
| 水           | 液体 | 72.75                 | 20°C     |
| 石英         | 固体 | 410 - 1030            | [ 12 ]   |
| ガラス       | 固体 | 500 - 1200            | [ 12 ]   |
| ダイヤモンド | 固体 | 5650                  | 、計算値 |
| 氷           | 固体 | 82                    | [ 12 ]   |
| シリコン     | 固体 | 1240                  | [ 12 ]   |
| 鉄           | 固体 | 1360                  | [ 12 ]   |

また金属など、高温で溶融する物質は測定値にばらつきが大きいが、大体下表のような値である。一般に金属結合のように結合が強いほど、あるいは定性的に融点が高い物質ほど表面張力も高い。純物質の各融点における表面張力は、第5族、6族、7族元素が高く、希ガス元素は低い。
| 物質   | 結合様式   | 表面張力（単位 mN/m） | 温度（K） |
| ------ | ---------- | --------------------- | --------- |
| W      | 金属結合   | 2500                  | 3770      |
| Fe     | 金属結合   | 1900                  | 1823      |
| Ag     | 金属結合   | 900                   | 1233      |
| Al2O3  | 共有結合   | 660                   | 2323      |
| FeO    | 共有結合   | 580                   | 1673      |
| Li2SO4 | イオン結合 | 220                   | 1133      |
| KCl    | イオン結合 | 81                    | 1273      |
| S      | 分子結合   | 56                    | 393       |

## 表面張力が関係する現象

### 濡れ

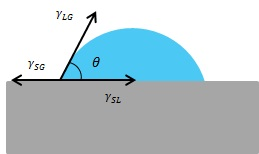
ヤング式

濡れとは、固体と接する気体が液体で置き換えられる現象である。
表面の濡れやすさの程度は接触角θで表される。接触角とは、固体表面が液体及び気体と接触しているとき、この3相の接触する境界線において液体面が固体面と成す角度のことである。接触角は各界面の表面張力と関係があり、表面張力の大きい固体は濡れやすく、液体が付着したときの接触角が鋭角になる。反対に、表面張力の小さい固体は濡れにくく、接触角が鈍角になる。この関係を表すトマス・ヤングによる次の式をヤングの式という。
{\displaystyle \gamma _{\mathrm {SG} }=\gamma _{\mathrm {LG} }\cos \theta +\gamma _{\mathrm {SL} }}
- {\displaystyle \theta }：接触角
- {\displaystyle \gamma _{SG}}：固体にはたらく表面張力
- {\displaystyle \gamma _{LG}}：液体にはたらく表面張力
- {\displaystyle \gamma _{SL}}：固体・液体界面にはたらく界面張力

### 毛管現象

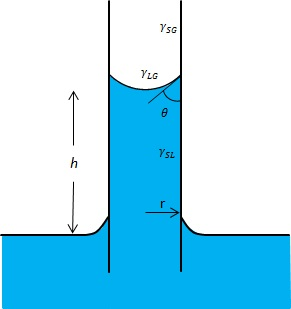
毛管現象・毛細管現象

ヤングが表面張力の存在を明らかにする前から観察されていた現象が毛管現象／毛細管現象である。毛管現象とは、液体中に入れた細い管の内部で、液面が外側の自由表面より上昇（下降）する現象である。
液体に垂直に差し込んだ半径rの円管の場合を考える。管内の液面が外側に対してhだけ高くなったとする。液体の密度をρ、重力加速度をgとすると、鉛直方向の力のつり合いより、高さhは、
{\displaystyle h={\frac {2\gamma _{LG}\cos \theta }{r\rho g}}}
となる。すなわち、この作用は液体が固体表面をよく濡らすほど強く、また隙間が狭いほど強い（上昇の場合）。

## 測定方法
表面張力の測定には以下のような方法がある。
次の4つはいずれも液滴や気泡の形状をヤング・ラプラスの式で近似することにより表面張力を求める方法であり、前提条件として液滴や気泡は静止しており粘性、慣性は無視できる（表面張力と重力だけで形状が決まっている）ことが必要である。
- 液滴法 - 小さな液滴を平板上に載せ、その輪郭を横から観察して求める方法。
- ペンダントドロップ法 - 針の先端に液滴をぶら下げ、その形状を測る。
- ペンダントバブル法 - 液中の針の先端の気泡の形状を測る。
- セシルバブル法 - 泡を平板上に接触させ、その形状を測る。

また、最大泡圧法では毛管から液中に気泡を押し出すのに必要な圧力から表面張力を求める。
液滴重量法では、気中の毛管の底部に液体を流して液滴を成長させ、表面張力で支えきれなくなって落下する液滴の重量から表面張力を求める。
デュ・ニュイ円形張力計は濡れ性の良い円形のリングを液体表面から持ち上げるのに必要な力を計測する。
ウィルヘルミープレート法は、濡れ性の良い薄い板を垂直に水中に半分だけ沈め、板にかかる力から板の重量を除いた分を計測する。
振動滴法（レビテーション法）は、レイリーによって1879年に見いだされた、液滴（半径r）の第1振動モードの角振動数ωが粘性を無視すると
{\displaystyle \omega ={\sqrt {8\gamma /\rho r^{3}}}}
となることを用いて動的に測定する方法である。この方法は溶融金属などによく用いられる。
固体の表面エネルギーの測定は液体に比べ困難であり、得られているデータも精度が低い。気液界面エネルギーを用いて予測する方法、劈開法、高温での変形による測定法などがある。

## 無次元量
表面張力に関係する無次元量には、以下のものがある。いずれも、他の何らかの力との大きさの比を表す。
- ウェーバー数 - 慣性力との比
- キャピラリ数 - 粘性力との比
- エトベス数 - 重力との比